# Imad Szaban
Imad Szaban Muhammad Abu al-Hasan (arab. عماد شعبان محمد أبو الحسن; ur. 28 grudnia 1972) – egipski zapaśnik walczący w stylu wolnym. Brązowy medalista igrzysk afrykańskich w 1991 roku.